# Steven Berghuis
Steven Berghuis (Apeldoorn, 19 de dezembro de 1991) é um futebolista neerlandês que atua como ponta-direita. Atualmente joga pelo Ajax e pela Seleção Neerlandesa.

## Carreira do clube
Berghuis fez parte da equipe do Feyenoord que venceu a Eredivisie em 2016–17 pela primeira vez em 18 anos. Ele fez sua estreia pelos Países Baixos em 2016 e representou a seleção nacional no UEFA Euro 2020

### Twente
Berghuis passou pelas camadas jovens do FC Twente, depois de passagens pelos clubes juvenis do clube amador local WSV Apeldoorn, depois pelos do Eerste Divisie, do Go Ahead Eagles . Aos 16 anos, ele marcou o único gol da WSV em uma derrota amistosa por 4-1 para o Feyenoord .

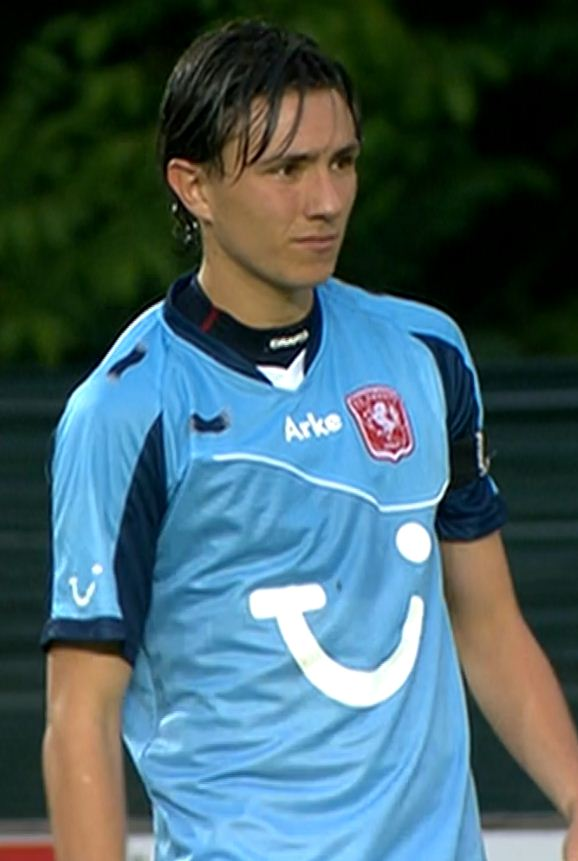
Berghuis durante a sua passagem pelo FC Twente.

Um ano depois, Berghuis ingressou na Twente e, em junho de 2010, assinou um contrato profissional com duração até 2012. Em janeiro de 2011, Berghuis foi convocado para a primeira equipe pelo técnico Michel Preud'homme no campo de treinamento em La Manga. Ele então fez sua estréia pela equipe pelo Twente em 19 de janeiro de 2011 como substituto na vitória por 5-0 da Eredivisie sobre o Heracles .
Em 20 de janeiro de 2012, a Berghuis ingressou na VVV-Venlo por empréstimo até o final da temporada 2011-12. Dois dias depois, ele fez sua estréia no VVV-Venlo, começando e jogando a partida completa na vitória por 2 a 1 sobre o Feyenoord. Em 18 de fevereiro, ele marcou seu primeiro gol pelo VVV-Venlo, em uma vitória por 4-1 sobre o De Graafschap . Na última partida da temporada, Berghuis marcou seu segundo gol - além de marcar outro - na vitória por 4 a 2 sobre o clube pai, Twente. Em 13 de maio, ele marcou duas vezes na segunda mão dos play-offs na vitória por 4–2 sobre Cambuur . No final da temporada 2011-12, em todas as competições, ele fez 21 partidas e marcou 4 gols.

### AZ
Em 20 de junho de 2012, Berghuis ingressou na AZ por uma taxa de transferência de £ 400.000 de Twente, após a qual ele assinou um contrato mantendo-o na AZ até 2017. Ao ingressar no clube, Berghuis disse que espera se desenvolver mais como jogador no AZ. Ele fez sua estreia no AZ jogando 16 minutos depois de entrar como reserva na derrota por 1–0 contra o Anzhi Makhachkala na primeira mão da fase de qualificação da UEFA Europa League 2012–13, em 23 de agosto. Uma semana depois, em 2 de setembro, ele fez sua estréia na Eredivisie pelo clube, jogando 13 minutos em uma derrota por 5-1 contra o PSV .
Na temporada 2014-15, Berghuis marcou três gols para começar a campanha, contra Heracles, Ajax e Dordrecht . No entanto, na primeira metade da temporada, Berghuis foi afetado por lesões, fazendo apenas sete partidas. Em fevereiro de 2015, Berghuis marcou mais sete gols na Eredivisie, incluindo dois gols contra o Heerenveen. Ele também marcou gols importantes contra Groningen e Willem II . No final da temporada 2014-15, Berghuis marcou 11 gols em 25 partidas em todas as competições.

### Watford
Em 27 de julho de 2015, Berghuis ingressou no Watford, clube da Premier League inglesa, recentemente promovido por cerca de £ 4,6 milhões de taxa de transferência de AZ. Antes da mudança, Berghuis despediu-se emocionado da gestão do clube durante o estágio. Ao ingressar no clube, recebeu a camisa 20.

### Feyenoord
Em 31 de julho de 2017, o Feyenoord anunciou a assinatura permanente da Berghuis, com a Berghuis assinando um contrato de quatro anos. Em 22 de abril de 2018, ele jogou como Feyenoord venceu a final da Copa KNVB 2017-18 por 3-0 contra seu ex-clube AZ.
Em 23 de setembro de 2018, Berghuis foi notícia internacional quando fingiu lesão ao mergulhar no chão após um leve tapinha na cabeça de Willem Janssen de Utrecht. Quando Berghuis finalmente se levantou, ele continuou a fingir uma lesão segurando a cabeça.
Em maio de 2011, Berghuis foi convocado pela equipe Sub-21 pela primeira vez. Ele marcou em sua estréia Sub-21 em uma vitória por 2-0 em um amistoso sobre Israel em 27 de maio de 2011. Ele também marcou em sua segunda aparição no mesmo mês, em uma vitória por 5 a 0 em um amistoso contra a Albânia .
Em fevereiro de 2012, Berghuis foi convocado pela equipe Sub-20 dos Países Baixos pela primeira vez. Ele fez sua estréia Sub-20 como titular antes de ser substituído na segunda metade de uma vitória por 3-0 sobre a Dinamarca em 29 de fevereiro de 2012. Berghuis fez quatro partidas pela equipe sub-20.
Em maio de 2015, Berghuis foi convocado para a seleção principal dos Países Baixos . No entanto, ele não jogou e por duas vezes foi um substituto não utilizado.
Um ano depois, em maio de 2016, Berghuis foi novamente convocado para a seleção principal dos Países Baixos. Sua convocação foi criticada porque ele havia jogado apenas 222 minutos em Watford durante a temporada 2015/16. Ele fez sua estréia no Oranje em 27 de maio como substituto no segundo tempo no empate 1-1 contra a República da Irlanda .
Em 27 de março de 2021, Berghuis marcou seu primeiro gol pela seleção nacional, marcando o gol de abertura na vitória por 2 a 0 contra a Letônia durante as eliminatórias da Copa do Mundo da FIFA de 2022 .

### Ajax
No dia 19 de julho de 2021, foi anunciado e oficializado como novo reforço do Ajax, o clube pagou a multa rescisória do jogador estimada em € 4 milhões.

## Gols pela seleção
| Nº. | Data                | Local                                         | Oponente  | Placar | Resultado | Competição                                  |
| --- | ------------------- | --------------------------------------------- | --------- | ------ | --------- | ------------------------------------------- |
| 1   | 27 de março de 2021 | Johan Cruijff Arena, Amesterdão Países Baixos | Letónia   | 1–0    | 2–0       | Eliminatórias da Copa do Mundo FIFA de 2022 |
| 2   | 30 de março de 2021 | Victoria Stadium, Gibraltar                   | Gibraltar | 1–0    | 7–0       | Eliminatórias da Copa do Mundo FIFA de 2022 |

## Vida pessoal
Steven é filho do jogador de futebol Frank Berghuis, que jogou pelo Volendam, VVV-Venlo e Cambuur, entre outros, e também estreou pela seleção internacional sênior dos Países Baixos. Seu irmão, Tristan Berghuis, também era um jovem internacional neerlandês. Ele joga em um time juvenil afiliado ao Vitesse, e em 2011 fez testes com o Chelsea e o Tottenham Hotspur .

## Títulos
AZ
- Copa KNVB: 2012–13[47]

Feyenoord
- Eredivisie : 2016–17
- Copa KNVB: 2017–18
- Johan Cruyff Shield: 2017,[48] 2018[49]

Ajax
- Eredivisie: 2021–22

### Prêmios individuais
- Jogador do Mês da Eredivisie: Setembro de 2017, Dezembro de 2017
- Equipe do Ano da Eredivisie: 2017–18[50]

### Artilharias
- Eredivisie de 2019–20 (compartilhado com Cyriel Dessers)[51]